# Kanton Montsalvy
Der Kanton Montsalvy war bis 2015 ein französischer Wahlkreis im Département Cantal und in der damaligen Region Auvergne. Er umfasste 13 Gemeinden im Arrondissement Aurillac; sein Hauptort (frz.: chef-lieu) war Montsalvy. Die landesweiten Änderungen in der Zusammensetzung der Kantone brachten im März 2015 seine Auflösung. Vertreter im conseil général des Départements war zuletzt von 1988 bis 2015 Vincent Descœur.

## Gemeinden
| Gemeinde              | Einwohner Jahr | Fläche km² | Bevölkerungsdichte | Code INSEE | Postleitzahl |
| --------------------- | -------------- | ---------- | ------------------ | ---------- | ------------ |
| Calvinet              | 517 (2013)     | 13,73      | 38 Einw./km²       | 15027      | 15340        |
| Cassaniouze           | 524 (2013)     | 35,84      | 15 Einw./km²       | 15029      | 15340        |
| Junhac                | 323 (2013)     | 27,71      | 12 Einw./km²       | 15082      | 15120        |
| Labesserette          | 289 (2013)     | 13,64      | 21 Einw./km²       | 15084      | 15120        |
| Lacapelle-del-Fraisse | 324 (2013)     | 15,29      | 21 Einw./km²       | 15087      | 15120        |
| Ladinhac              | 516 (2013)     | 26,72      | 19 Einw./km²       | 15089      | 15120        |
| Lafeuillade-en-Vézie  | 583 (2013)     | 16,54      | 35 Einw./km²       | 15090      | 15130        |
| Lapeyrugue            | 110 (2013)     | 8,47       | 13 Einw./km²       | 15093      | 15120        |
| Leucamp               | 236 (2013)     | 13,50      | 17 Einw./km²       | 15103      | 15120        |
| Montsalvy             | 880 (2013)     | 20,29      | 43 Einw./km²       | 15134      | 15120        |
| Sansac-Veinazès       | 225 (2013)     | 12,56      | 18 Einw./km²       | 15222      | 15120        |
| Sénezergues           | 195 (2013)     | 17,61      | 11 Einw./km²       | 15226      | 15340        |
| Vieillevie            | 111 (2013)     | 9,65       | 12 Einw./km²       | 15260      | 15120        |